# Aj múdry schybí
Aj múdry schybí je zábavní slovenský televizní pořad, který moderují Elena Vacvalová a Oliver Andrásy. Byl jím inspirován mimo jiné český pořad televize Prima Nikdo není dokonalý.
Původně jej vysílala VTV, později formát převzala TV Markíza. 
Od roku 2013 je pod jménem Nikto nie je dokonalý vysílán na STV (pravidla i moderátoři zůstali). Vysílání začalo silvestrovským speciálem na Silvestra 2012.